# Pasquale Salvucci
Pasquale Salvucci (Ortona, 5 agosto 1924 – Urbino, 27 novembre 1996) è stato uno storico della filosofia e politico italiano.
Fu docente e preside presso la Facoltà di Magistero dell'Università degli Studi di Urbino e senatore del Partito Comunista Italiano per due legislature.

## Biografia
Nativo di Ortona, nel 1933 si trasferì a Casoli insieme alla sua famiglia; nel 1945 si iscrisse all'Università degli Studi di Urbino e nel 1950 si laureò con lode in Pedagogia con una tesi in Storia della Filosofia su Plotino (Relatore: Prof. Arturo Massolo).
Nel 1958 conseguì la libera docenza in storia della filosofia e iniziò a lavorare presso l'Università di Urbino. Fu dapprima docente di storia delle dottrine politiche e di storia della filosofia presso la Facoltà di lettere e filosofia, poi docente di filosofia e storia della filosofia presso la Facoltà di magistero, di cui fu eletto preside nel 1974. Fu direttore dell'Istituto di scienze filosofiche e pedagogiche (che dopo la sua morte fu dedicato al suo nome) e coordinatore del dottorato di ricerca in filosofia.
Ha pubblicato studi soprattutto su Condillac, Kant, Fichte, Ferguson ed Hegel.
Esponente del Partito Comunista Italiano, fu consigliere e assessore comunale a Urbino e nel 1976 fu eletto senatore. Rieletto nel 1979, si dimise nel 1983 e fu sostituito da Alfredo Caprari.

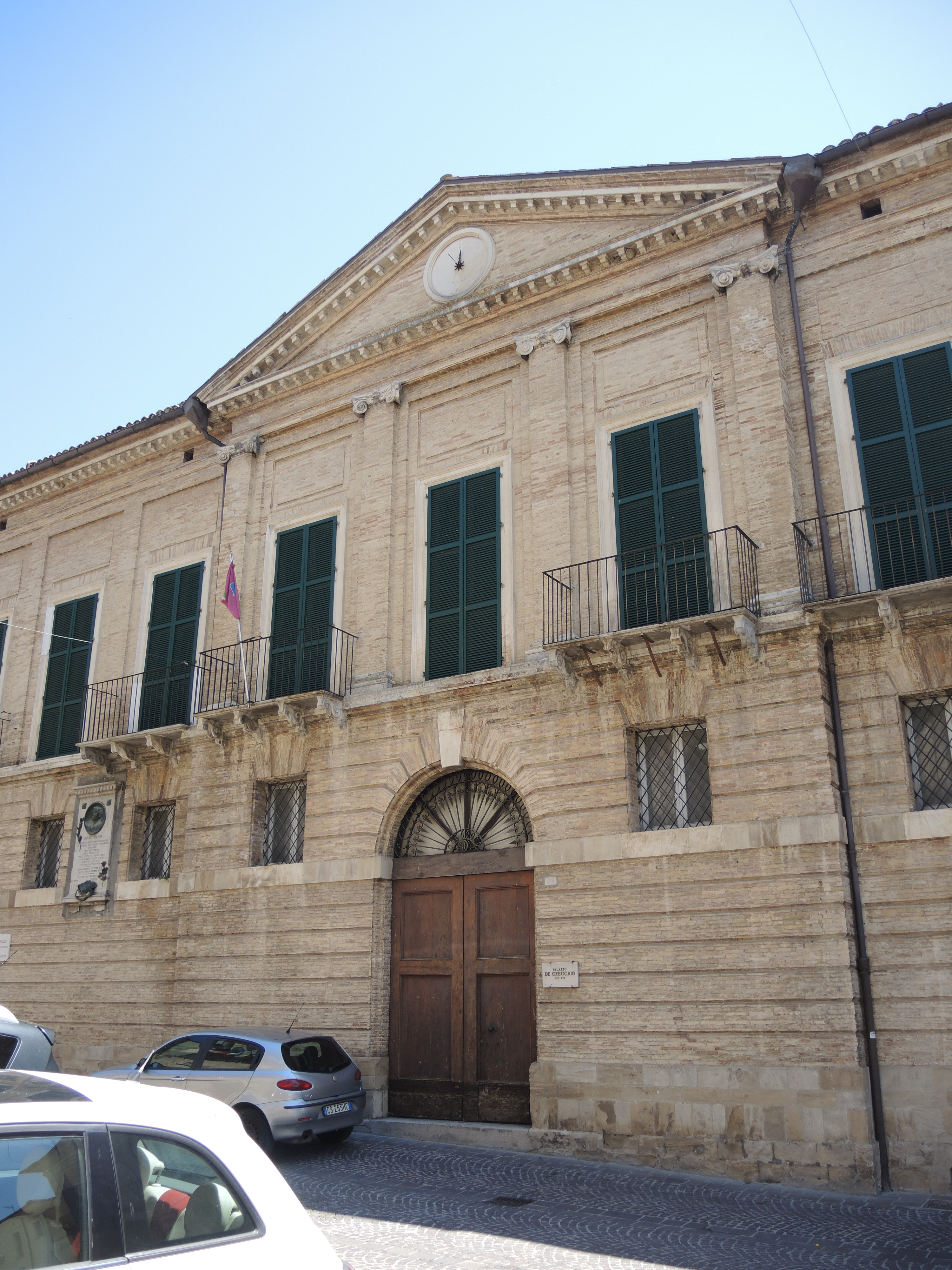
Lanciano, palazzo De Crecchio, sede della Biblioteca "Pasquale Salvucci"

Nel 1981 il presidente Sandro Pertini lo insignì della medaglia d'oro ai benemeriti della scuola della cultura e dell'arte; commendatore dell'Ordine al merito della Repubblica italiana dal 1987, fu promosso grand'ufficiale nel 1991 e cavaliere di gran croce nel 1993. Morì all'età di 72 anni nel 1996.
La città di Lanciano gli ha dedicato la sede distaccata della Biblioteca regionale d'Abruzzo, nei locali di palazzo De Crecchio.